# Corea del Sur en los Juegos Olímpicos
Corea del Sur en los Juegos Olímpicos está representada por el Comité Olímpico Coreano, creado en 1946 y reconocido por el Comité Olímpico Internacional en 1947.
Ha participado en 19 ediciones de los Juegos Olímpicos de Verano, su primera presencia tuvo lugar en Londres 1948. El país ha obtenido un total de 319 medallas en las ediciones de verano: 109 de oro, 100 de plata y 110 de bronce.
En los Juegos Olímpicos de Invierno ha participado en 19 ediciones, siendo Sankt-Moritz 1948 su primera aparición en estos Juegos. El país ha conseguido un total de 79 medallas en las ediciones de invierno: 33 de oro, 30 de plata y 16 de bronce.
Este país fue anfitrión de los Juegos Olímpicos de Verano en una ocasión: Seúl 1988, y de los Juegos Olímpicos de Invierno en una ocasión: Pyeongchang 2018.

## Medallero

### Por edición
| Evento              | Oro | Plata | Bronce | Total |
| ------------------- | --- | ----- | ------ | ----- |
| Londres 1948        | 0   | 0     | 2      | 2     |
| Helsinki 1952       | 0   | 0     | 2      | 2     |
| Melbourne 1956      | 0   | 1     | 1      | 2     |
| Roma 1960           | 0   | 0     | 0      | 0     |
| Tokio 1964          | 0   | 2     | 1      | 3     |
| México 1968         | 0   | 1     | 1      | 2     |
| Múnich 1972         | 0   | 1     | 0      | 1     |
| Montreal 1976       | 1   | 1     | 4      | 6     |
| Moscú 1980          | –   | –     | –      | –     |
| Los Ángeles 1984    | 6   | 6     | 7      | 19    |
| Seúl 1988           | 12  | 10    | 11     | 33    |
| Barcelona 1992      | 12  | 5     | 12     | 29    |
| Atlanta 1996        | 7   | 15    | 5      | 27    |
| Sídney 2000         | 8   | 10    | 10     | 28    |
| Atenas 2004         | 9   | 12    | 9      | 30    |
| Pekín 2008          | 13  | 11    | 8      | 32    |
| Londres 2012        | 13  | 9     | 8      | 30    |
| Río de Janeiro 2016 | 9   | 3     | 9      | 21    |
| Tokio 2020          | 6   | 4     | 10     | 20    |
| París 2024          | 13  | 9     | 10     | 32    |
| TOTAL               | 109 | 100   | 110    | 319   |

| Evento                 | Oro | Plata | Bronce | Total |
| ---------------------- | --- | ----- | ------ | ----- |
| Sankt-Moritz 1948      | 0   | 0     | 0      | 0     |
| Oslo 1952              | –   | –     | –      | –     |
| Cortina d'Ampezzo 1956 | 0   | 0     | 0      | 0     |
| Squaw Valley 1960      | 0   | 0     | 0      | 0     |
| Innsbruck 1964         | 0   | 0     | 0      | 0     |
| Grenoble 1968          | 0   | 0     | 0      | 0     |
| Sapporo 1972           | 0   | 0     | 0      | 0     |
| Innsbruck 1976         | 0   | 0     | 0      | 0     |
| Lake Placid 1980       | 0   | 0     | 0      | 0     |
| Sarajevo 1984          | 0   | 0     | 0      | 0     |
| Calgary 1988           | 0   | 0     | 0      | 0     |
| Albertville 1992       | 2   | 1     | 1      | 4     |
| Lillehammer 1994       | 4   | 1     | 1      | 6     |
| Nagano 1998            | 3   | 1     | 2      | 6     |
| Salt Lake City 2002    | 2   | 2     | 0      | 4     |
| Turín 2006             | 6   | 3     | 2      | 11    |
| Vancouver 2010         | 6   | 6     | 2      | 14    |
| Sochi 2014             | 3   | 3     | 2      | 8     |
| Pyeongchang 2018       | 5   | 8     | 4      | 17    |
| Pekín 2022             | 2   | 5     | 2      | 9     |
| TOTAL                  | 33  | 30    | 16     | 79    |

### Por deporte
| Evento              | Oro | Plata | Bronce | Total |
| ------------------- | --- | ----- | ------ | ----- |
| Atletismo           | 1   | 1     | 0      | 2     |
| Bádminton           | 7   | 8     | 7      | 22    |
| Baloncesto          | 0   | 1     | 0      | 1     |
| Balonmano           | 2   | 4     | 1      | 7     |
| Béisbol             | 1   | 0     | 1      | 2     |
| Boxeo               | 3   | 7     | 11     | 21    |
| Esgrima             | 7   | 4     | 8      | 19    |
| Fútbol              | 0   | 0     | 1      | 1     |
| Gimnasia            | 2   | 4     | 5      | 11    |
| Golf                | 1   | 0     | 0      | 1     |
| Halterofilia        | 3   | 7     | 6      | 16    |
| Hockey sobre hierba | 0   | 3     | 0      | 3     |
| Judo                | 11  | 19    | 21     | 51    |
| Lucha               | 11  | 11    | 14     | 36    |
| Natación            | 1   | 3     | 1      | 5     |
| Pentatlón moderno   | 0   | 0     | 2      | 2     |
| Taekwondo           | 14  | 3     | 8      | 25    |
| Tenis de mesa       | 3   | 3     | 14     | 20    |
| Tiro                | 10  | 12    | 1      | 23    |
| Tiro con arco       | 32  | 10    | 8      | 50    |
| Voleibol            | 0   | 0     | 1      | 1     |
| TOTAL               | 109 | 100   | 110    | 319   |

| Evento                  | Oro | Plata | Bronce | Total |
| ----------------------- | --- | ----- | ------ | ----- |
| Bobsleigh               | 0   | 1     | 0      | 1     |
| Curling                 | 0   | 1     | 0      | 1     |
| Patinaje artístico      | 1   | 1     | 0      | 2     |
| Patinaje de velocidad   | 5   | 10    | 5      | 20    |
| Patinaje en pista corta | 26  | 16    | 11     | 53    |
| Skeleton                | 1   | 0     | 0      | 1     |
| Snowboard               | 0   | 1     | 0      | 1     |
| TOTAL                   | 33  | 30    | 16     | 79    |